# Hot Rod Girl
Hot Rod Girl ist ein US-amerikanischer Jugendfilm aus dem Jahre 1956 von Leslie H. Martinson.

## Handlung
Damit die rennbegeisterten Teenager von San Fernando mit ihren Hot Rods keine illegalen Straßenrennen durchführen, hat der Polizist Ben Merrill gegen den Willen des Stadtrates und seines Vorgesetzten Logan einen stillgelegten Straßenabschnitt als offizielle Dragsterrennstrecke freigeben lassen. Der Mechaniker Jeff Northrupp, der die Fahrzeuge der Teenager umbaut und von den Jugendlichen als eine Art Vorbild gesehen wird, checkt als Sicherheitsbeauftragter die Fahrzeuge auf ihre Renntauglichkeit. Seine Freundin Lisa teilt die Fahrzeuge entsprechend ihrer Leistung und Hubraums ein.
Nach einem dieser Rennen wird Steve, der jüngere Bruder Jeffs, von einem Unbekannten zu einem Rennen auf öffentlichen Straßen angestachelt. Jeff, der als Beifahrer im Auto sitzt, bittet seinen Bruder vergeblich, die Herausforderung des anderen Fahrers zu ignorieren. Bei dem darauffolgenden Rennen überschlägt sich Steves Fahrzeug und er kommt ums Leben. Jeff verliert seinen Führerschein, reduziert frustriert den Kontakt zu seinen Freunden und Lisa und absolviert stattdessen Überstunden in Henrys Werkstatt.
Im Treffpunkt der Jugendlichen, Yo-Yos Diner, erscheint der Halbstarke Bronc Talbott. Dieser fragt die Clique nach einer fähigen Werkstatt und erhält den Hinweis auf Henrys Werkstatt.
Bei der ersten Begutachtung des Fahrzeugs fällt Jeff der schlechte Zustand des Wagens auf. Eine Belehrung seitens Jeff über Wartung und Service lehnt Talbott arrogant ab und fordert den Mechaniker auf, den bemängelten Fehler zu beheben. In Yo-Yos Diner provoziert Talbott die Jugendlichen, indem er erst mit Lisa flirtet und anschließend den Stecker aus der Jukebox zieht. Bevor die Situation eskaliert, geht Jeff dazwischen. Talbot fordert den Konkurrenten zum Hasenfußrennen heraus. Jeff lehnt mit der Aussage, aktuell keinen Führerschein zu besitzen, ab. Allerdings lässt sich Flat-Top an Steves Stelle zum Wettkampf herausfordern.
Auf der Mittellinie einer abgelegenen Straße rasen die beiden Fahrzeuge aufeinander zu. Im letzten Moment weicht Flat-Top aus und verliert damit das Rennen. Merrill, der von dem Rennen gehört hat, stellt Talbott und die Gruppe zur Rede, jedoch sagt niemand etwas. Unter der Androhung eines Führerscheinentzugs zwingt Merrill Bronc sich für das offizielle Rennen zu melden und sein Können dort zu beweisen. Insgeheim hofft er, der aggressive Jugendliche findet dort Spaß an den Rennen. Als Jeff aufgrund einiger Sicherheitsmängel wie fehlender Motorhalterungen, Schutzabdeckungen und Sicherheitsstifte das Fahrzeug nicht zulässt, reagiert Bronc aggressiv und verlässt wütend die Rennstrecke. Merrill gibt Jeff seinen Führerschein zurück.
Als Lisa und Jeff auf dem Rückweg durch die Berge fahren, erscheint Talbott und bremst das Fahrzeug des Paares mehrfach aus. Als Jeff zum Überholen ansetzt, gibt Talbott Gas. In einer Kurve kommt es zum Unfall, als die beiden Fahrer einem kleinen Jungen, der mit seinem Fahrrad gestürzt ist, ausweichen müssen. Jeff fährt gegen eine Begrenzungsmauer und wird genau wie Lisa ohnmächtig. Von Merrill erfahren die Jugendlichen, dass der Junge überfahren wurde und verstorben ist. Da sich Lisa und Jeff an den Ablauf nicht mehr erinnern können, Talbott aber aussagt, den Jungen nicht überfahren zu haben, wird Jeff zum Hauptverdächtigen.
Captain Logan bekommt nun Druck vom Stadtrat und dem Bürgermeister. Er suspendiert Merrill vom Dienst und kündigt an, die Rennstrecke zu schließen.
Nach einem Gespräch mit Lisa kommt Merrill auf eine Idee. Er stellt Talbott in Yo-Yos Diner zur Rede. Jeffs Fahrzeug sei 15 Meter vor der Unglücksstelle mit dem Jungen von der Straße abgekommen, zudem habe er Lackspuren des Fahrrads an Talbotts Auto gefunden. Als der Jugendliche seine Lage erkennt, schlägt er Merrill mit einer Flasche bewusstlos. Bevor er das Lokal verlassen kann, kommen Jeff und Lisa herein. Es kommt zu einer Schlägerei, die Jeff gewinnt. Als Merrill wieder aufwacht, verhaftet er Talbott wegen Totschlag.

## Hintergrund
Der Film wurde 2009 auf dem Los Angeles Film Fest wiederaufgeführt.
Der Film begeistert durch seine zeitgenössische Darstellung der Hot-Rod Szene. Folgende Fahrzeuge werden im Film verwendet:
- Ford Thunderbird, 1955
- Oldsmobile 88, 1950
- Ford Roadster, 1933
- Ford Roadster, 1932
- Ford Mainline, 1955
- Jaguar XK 120, 1952
- Ford F-100, 1956
- Custom Ford Coupe, 1940
- Chevrolet Corvette C1, 1956
- Ford Model B, 1932
- Cadillac Krankenwagen, 1954[2]

## Rezeption
Der Filmkritiken-Aggregator Rotten Tomatoes hat in einer Auswertung ein Publikumsergebnis von 38 Prozent positiver Bewertungen ermittelt (Stand März 2023).
Johannes Jooss zog das Fazit: „Klassisch 50s mit kultigen Rennszenen.“